# Щука, Мечислав
Мечислав Щука (пол. Mieczysław Szczuka; 19 октября, 1898, Варшава — 13 августа, 1927, Татры) — польский художник-авангардист, представитель польского конструктивизма и так называемого производственного искусства, альпинист, занимался альпинизмом в 1923—1927 годах, погиб в результате несчастного случая в Татрах.

## Художественная деятельность
В 1915—1918 учился в Академии изящных искусств в Варшаве у Милоша Котарбинского. Придерживался левых политических взглядов, которые пытался отразить в своём художественном творчестве. В 1920 году была устроена первая выставка его работ, написанных в стиле экспрессионизма с оттенком дадаизма. В 1921 году представил вместе с бывшими однокашниками свою работу в стиле конструктивизма. В 1923 году на страницах журнала «Zwrotnica» о неразрывной, по его мнению, связи искусства с социальными вопросами. Участвовал в нескольких международных выставках авангардного искусства, в том числе в Бухаресте, Вильнюсе, Берлине. Некоторое время интересовался супрематизмом Казимира Малевича, но впоследствии возвратился к конструктивизму и во время выставки Малевича в Варшаве опубликовал эссе против супрематизма.
Был живописцем, графиком, художником и скульптором; занимался фотомонтажом, декорациями к фильмам и театральным постановкам, создавал книжные иллюстрации, обложки для книг и журналов, плакаты. Экспериментировал в области промышленного и утилитарного дизайна, подвижными формами и пространственными композициями. Проповедовал крайний утилитаризм, отождествляя творчество с производством продукции. В 1924 году стал одним из основателей художественного общества и журнала «Blok», в 1927 году основал журнал «Dźwignia» (первый его выпуск был опубликован в марте того же года). Щука был единственным редактором и издателем этого журнала, который поддерживала коммунистическая партия Польши. До гибели Щуки в 1927 году вышло четыре номера журнала.

## Альпинизм, смерть
Щука страдал от туберкулёза и в 1923 году с лечебными целями отправился в Закопане. Здесь он заинтересовался горным туризмом и альпинизмом, чем занимался до конца своей жизни. Совершил восхождение на множество сложных для покорения вершин Татр. Погиб 13 августа 1927 года в результате 13-й попытки покорить южную сторону особо сложной вершины Замарла Турня (накануне гибели он уже покорил её и хотел повторить восхождение с двумя неопытными спутниками). Обстоятельства его смерти до конца прояснены не были, но предполагается, что он сорвался, когда его верёвка порвалась об острый скальный выступ.

## Галерея

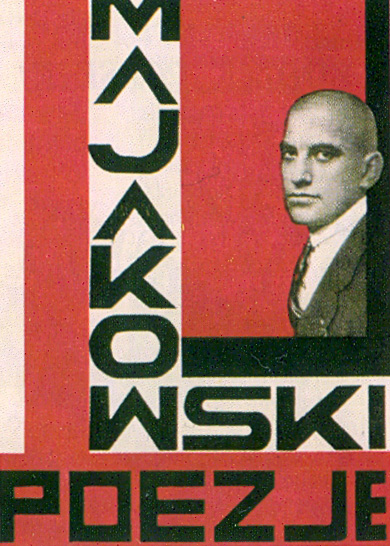
проект обложки сборника поэзии Маяковского.